# Ormurin langi

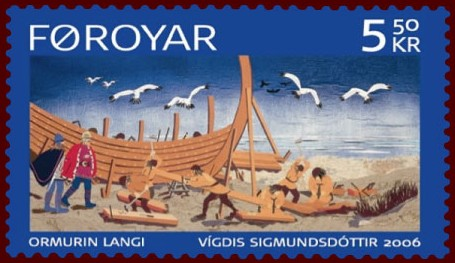
Färöiskt frimärke från 2006: "Kongurin letur snekkju smíða har á sløttum sandi."

Ormurin langi ("Ormen Långe" på färöiska) är en populär färöisk sång som skrevs i början på 1800-talet av Jens Christian Djurhuus. Kvädet och dess 86 verser handlar om slaget vid Svolder, då den danske kungen Sven Tveskägg, den svenske kungen Olof Skötkonung och den norske Erik Håkonsson tillsammans besegrade den norske kungen Olav Tryggvason. Om detta står det i Heimskringlan, där Snorre Sturlasson berättar att den norske kungen hade ett skepp som kallades Ormen Långe, varifrån Djurhuus tog namnet till sången.
Ormurin langi framförs ofta av kvaddanssällskap på Färöarna. Den färöiska hårdrocksgruppen Týr spelade in en version av låten år 2002.

## Textutdrag
Vers 1:
Viljið tær hoyra kvæði mítt,
vilja tær orðum trúgva,
um hann Ólav Trygvason,
hagar skal ríman snúgva.
Omkväde:
Glymur dansur í høll,
dans sláið í ring.
Glaðir ríða Noregs menn
til Hildar ting.
Vers 2
Kongurin letur snekju smíða
har á sløttum sandi;
Ormurin langi støstur var,
sum gjørdur á Noregis landi.